# لينوس سيباستيان
لينوس غابرييل سيباستيان (بالإنجليزية: Linus Gabriel Sebastian)؛ (مواليد 20 أغسطس 1986)، هو صانع محتوى على موقع يوتيوب تغطي قناتهُ الرئيسية موضوعات عن التكنولوجيا، لدى قنواته قاعدة مشتركين تزيد عن 26 مليون مشترك.
من 2007 إلى 2013، كان بشكل منتظم يقدم مقاطع فيديو تغطي متاجر البيع بالتجزئة الكندية للكمبيوتر إن سي اي إكس (NCIX). وهو أيضًا مؤسس والرئيس التنفيذي لمجموعة لينوس ميديا (Linus Media Group). في 1 يوليو 2023، تنحى سيباستيان عن منصب الرئيس التنفيذي لمجموعة لينوس ميديا، وانتقل إلى منصب رئيس مجلس الإدارة بنفس الشركة كاستشاري.

## حياتهُ الشخصية
ولد لينوس سيباستيان في 20 أغسطس 1986، ونشأ في مابل ريدج، كولومبيا البريطانية. وعندما كان طفلاً شُخص بأنه مصاب باضطراب فرط الحركة ونقص الانتباه. نشأ في مزرعة مع أشقائه وتزوج من «إيفون هو» منذ 20 مايو 2011.
في عام 2014، صنفت شركة «تيوب فلتر» قناتهُ لينوس تيك تبس (LinusTechTips) من ضمن "أفضل 1٪ من قنوات الإعلانات المفضلة لدى شركة غوغل" على موقع يوتيوب لفئة التكنولوجيا. في عام 2015، صَنفت مجلة إنك دوت لينوس سيبستيان في المرتبة الرابعة في قائمة "أفضل 30 مراجعاً في مجال التكنولوجيا".